# سیارک ۸۵۳۶
سیارک ۸۵۳۶ (به انگلیسی: 8536 Mans، نامگذاری:1993FK23) هشت هزار و پانصد و سی و ششمین سیارک کشف شده‌است که در ۲۱ مارس ۱۹۹۳ کشف شد.
قدر مطلق سیارک برابر ۱۲٫۸۰ است.